# Mombaça
Mombaça, chamada ainda Mombasa ou Mombassa (Mombasa em suaíle e inglês), é a segunda maior cidade queniana e capital da província da Costa. Localizada na costa do oceano Índico é a segunda maior cidade do país, com cerca de 1,4 milhões de habitantes.
Em seu brasão encontra-se a inscrição suaíle Utangamano kwa Maendeleo, que significa unidade para desenvolvimento.

## História
Fundada no século XI por mercadores Árabes, foi ocupada por forças do Portugal entre 1593 e 1698 e novamente entre 1728 e 1729. 
Foi o lugar para a sétima escala da viagem de Vasco da Gama na Descoberta do caminho marítimo para a Índia.